# Рейнеке (дворянский род)
Рейнеке (нем. Reinecke) — дворянский род.
Рейнеке, выходцы из старинного саксонского рода, появились в Штаргарде, Померания, сейчас Старгард-Щециньски, в XV веке. Первый документально подтверждённый предок Асмус Рейнеке упомянут как домовладелец и бюргер в 1540 и 1567 годах.
Его третий сын Давид (до 1567, Штаргард — 1622, Рига) закончил Штеттинскую гимназию Св. Марии, затем Кёнигсбергский университет и работал в Риге в школе Домского собора, дойдя до члена коллегии школы. Умер в эпидемию чумы. Давид является родоначальником всех Рейнеке в Лифляндии.
Франциск (1601, Рига — 1665, Венден), третий сын Давида и Маргареты фон Маллен, закончил Кёнигсбергский университет, был наставником принца Якоба Курляндского, затем работал в Вендене (сейчас Цесис) судьей, президентом суда округа и сообщества бюргеров.
Сыновья Франциска и Хелены Киппе положили начало ветвям рода в России. Их старший сын Давид — прямой предок замечательного русского гидрографа, исследователя северных морей Михаила Францевича Рейнеке. Младший сын Иоахим Генрих (1648, Венден — 1716, Бремен), служил капитаном в шведской армии и был женат на Люции Марии фон Хассфорд из старинного рыцарского рода Вестфалии. Это принесло в семью «древнюю благородную кровь» (Э. Зейберлих) и родство с виднейшими немецко-прибалтийскими кланами — Фон Берг, Мюнхгаузен, Врангель, Фитингоф, Вестфален и др.
Их третий сын Самуэль Йозиас (1704, Бремен — 1756, Бремен) был юристом. Первый сын его и Анны Катарины Гроте, Самуэль Эрнст Йозиас, (род. 1745 г., Бремен) переехал в Санкт-Петербург и служил офицером в русской армии. Сын Самуэля Эрнста Йозиаса и Софии Доротеи Демут, Якоб Георг (Георгий или Егор Самойлович; 1790, Санкт-Петербург — 1869, Росток) — участник войны с Наполеоном в 1812—1814 годах, тяжело раненый при взятии Парижа, кавалер многих орденов России, ставший видным российским дипломатом и сорок лет прослуживший консулом в Великом герцогстве Мекленбург-Шверинском. Жалован дворянским гербом и дипломом (жалованной грамотой) Императора Николая I от 26.07.1840 на потомственное дворянское достоинство. Его сын Александр Георгиевич (1833—1911) — русский военный педагог, генерал-лейтенант, кавалер орденов России до Св. Владимира 2 ст. включительно. Сыновья Александра Георгиевича: Георгий, акцизный чиновник, надворный советник, Александр — видный инженер-технолог, Пётр — офицер лейб-гвардии Измайловского полка. Все трое репрессированы с 1918 по 1937.

## Описание герба
«Щит разделён на три части, из коих в верхней пространной, в красном поле, изображена серебряная лисица, сидящая на зелёного цвета подушке с золотою бахромою. Во второй в голубом поле из облаков облачённая в латы рука, держащая меч. В третьей части в серебряном поле журавль, обращённый в правую сторону и держащий в лапе камень. Щит увенчан Дворянскими шлемом и короною, на поверхности коей видна серебряная лисица. Намёт на щите голубой, подложенный серебром». Описание герба из Жалованной грамоты Императора Николая I от 26 июля 1840. РГИА, Фонд 1343, оп. 28, ед. хр. 1167 (По прошению Коллежского Советника Егора Рейнеке о пожаловании Диплома и герба). Герб Рейнеке внесён в Часть 12 Сборника дипломных гербов Российского Дворянства, невнесённых в Общий Гербовник, стр. 21.